# Those Who Hunt Elves
Those Who Hunt Elves (エルフを狩るモノたち?, Erufu wo karu mono-tachi) è un manga e una serie televisiva anime ideata da Yu Yagami. La serie manga, pubblicata dalla MediaWorks consiste in 21 volumi pubblicati in Giappone sulla rivista Dengeki Comic Gao! dal marzo 1994 al gennaio 2003; la serie anime, prodotta da Group TAC e diretta da Kazuyoshi Katayama, è stata trasmessa per la prima volta in Giappone divisa in due serie da 12 episodi ciascuna, la prima tra ottobre e dicembre 1996 e la seconda nello stesso periodo del 1997.

## Trama
La trama ruota intorno ai cosiddetti “Cacciatori di elfi” teletrasportati dal Giappone in un mondo immaginario. Essi dovranno dare la caccia a dei frammenti magici contenuti all'interno della pelle degli elfi per poter tornare nel loro Paese d'origine. Per recarsi da un luogo all'altro del mondo immaginario utilizzano un carrarmato Type 74, teletrasportatosi insieme a loro.

## Doppiaggio
- Mitsuishi Kotono: Celsia Marie Claire
- Michie Tomizawa: Airi Komiyama
- Seki Tomokazu: Junpei Ryuzoj
- Yuuko Miyamura: Ritsuko Inoue
- Chafūrin: high priest, Manbou Senchou
- Eiko Hisamura: Garbera
- Eriko Kawasaki: Mike
- Fujiko Takimoto: Blanco
- Fumihiko Tachiki: Judge, mysterious man
- Hideaki Ono: old man
- Hikaru Hanada: Karei Pirate
- Hiromi Tsuru: Dial
- Isamu Tanonaka: Old man Elf
- Issei Miyazaki: man in town
- Jin Yamanoi: Anago Pirate
- Kae Araki: Koriina
- Kanako Tanaka: Romina
- Ken'ichi Ogata: Pierre
- Kousuke Okano: Dan, man in town
- Kumiko Nishihara: Miria
- Minako Ito: Emy
- Minami Takayama: Reipia
- Misa Watanabe: owner
- Motomu Kiyokawa: high priest, Shumokuzame Pirate
- Nobutoshi Hayashi: Yuri
- Soichiro Hoshi: Waiter
- Takehito Koyasu: Andy
- Tomohisa Asou: Shef
- Tomoko Kawakami: Annette, Emily
- Yuki Masuda: Mandoragora Elf
- Yuu Yamazaki: man in town, prince